# WrestleMania XXX
WrestleMania XXX była trzydziestą edycją corocznej gali PPV organizowanej przez WWE. Wydarzenie odbyło się 6 kwietnia 2014 roku na arenie Mercedes-Benz Superdome w Nowym Orleanie. Gala była pierwszą edycją WrestleManii organizowaną w Luizjanie.

## Przygotowania
Zobacz też: Wrestling (zawodowe zapasy)
26 stycznia na gali Royal Rumble do federacji powrócił Batista. Wygrał on Royal Rumble Match, co dało mu gwarantowany występ w walce wieczoru WrestleManii o tytuł WWE World Heavyweight Championship (połączony tytuł WWE i World Heavyweight). Na gali Elimination Chamber ówczesny mistrz federacji Randy Orton obronił swój tytuł mistrzowski i w ten sposób wszedł do walki z Batistą.
21 lutego WWE oficjalnie ogłosiło, że Hulk Hogan powróci do organizacji i będzie gospodarzem imprezy.
24 lutego na cotygodniowej gali RAW powrócił Brock Lesnar z towarzyszącym mu Paulem Heymanem. Wyrazili oni swoje niezadowolenie z braku udziału Brocka w walce o pas mistrzowski. W zamian rzucili oni otwarte wyzwanie, na które odpowiedział The Undertaker. Lesnar podpisał kontrakt na walkę i tego samego oczekiwał od Undertakera, jednak ten zaatakował go i wykonał na nim Chokeslam na stół.
10 marca na gali RAW Hulk Hogan ogłosił 30-osobowe Battle Royal ku pamięci André the Gianta.
Na tej samej gali doszło do ogłoszenia pojedynku pomiędzy Danielem Bryanem a Triple H’em. Panowie toczą konflikt od gali SummerSlam 2013, gdy Triple H uczestniczył w odebraniu Bryanowi pasa mistrzowskiego. W międzyczasie skrzyżowały się ścieżki Daniela Bryana i dyrektora do spraw operacyjnych Kane’a. Ostatecznie Daniel Bryan żądał walki z Triple H’em, jednak ten odmawiał. Na gali RAW 10 marca Bryan razem ze sporą częścią swoich fanów zablokował ring i uniemożliwił dalszy przebieg gali. Sfrustrowany i przyciśnięty Triple H ostatecznie podjął wyzwanie Bryana i zgodził się na wszystkie jego warunki.
Na galach Royal Rumble i Elimination Chamber The Wyatt Family atakowali Johna Cenę, uniemożliwiając mu zdobycie pasa mistrzowskiego. Na gali RAW po Elimination Chamber John Cena zażądął wyjaśnień od Wyatta, co skończyło się odniesieniem przez niego urazu. Na gali RAW 10 marca John Cena ogłosił udział w André the Giant Memorial Battle Royal, jednak ponownie przeszkodził mu Bray Wyatt, nazywając jego i Hogana kłamcami. Pod wpływem kłótni Cena wyzwał Wyatta na pojedynek, który później zaakceptował.
24 marca na gali RAW Vickie Guerrero ogłosiła Vickie Guerrero Divas Championship Invitational, a Kane zapowiedział sześcio osobowy pojedynek Tag Teamowy, pomiędzy Kane'em i The New Age Outlaws a The Shield.

## Walki
| Nr      | Uczestnicy | Stypulacja                                                            | Czas  |
| ------- | --- | --------------------------------------------------------------------- | ----- |
| Preshow | The Usos (c) pokonali Los Matadores (Diego & Fernando) (z El Torito), The Real Americans (Cesaro & Jack Swagger) (z Zeb Colter) & RybAxel (Ryback & Curtis Axel) | Fatal 4-way Tag Team Elimination Match + WWE Tag Team Championship    | 16:02 |
| 1       | Daniel Bryan pokonał Triple H | Singles Match, zwycięzca zostanie dodany do walki wieczoru            | 25:56 |
| 2       | The Shield (Dean Ambrose, Seth Rollins & Roman Reigns) pokonali Kane’a & The New Age Outlaws (Road Dogg & Billy Gunn)                                            | Six-man Tag Team Match                                                | 2:57  |
| 3       | Antonio Cesaro wyeliminował Big Showa André the Giant Memorial Battle Royal                                                                                      | 30-osobowy Battle Royal o „André the Giant Memorial Trophy”           | 12:47 |
| 4       | John Cena pokonał Braya Wyatta (Luke Harper & Erick Rowan) | Singles Match                                                         | 23:00 |
| 5       | Brock Lesnar (z Paul Heyman) pokonał The Undertakera | Singles Match (Streak Match)                                          | 25:25 |
| 6       | AJ Lee (c) pokonała Naomi | 14-Diva „Vickie Guerrero Invitational” match + WWE Divas Championship | 6:48  |
| 7       | Daniel Bryan pokonał Randy’ego Ortona (c) & Batistę | Triple Threat Match + WWE World Heavyweight Championship              | 23:23 |